# Государственный академический театр танца Республики Казахстан
Госуда́рственный академи́ческий теа́тр та́нца Респу́блики Казахста́н — балетный театр, созданный в 1967 году как «Молодой балет Алма-Аты». Основатель театра   — народный артист Казахской ССР, Лауреат  Международной Сократовской премии за личный вклад  в развитии культуры  Булат Аюханов. В репертуаре театра концертные программы, одноактные и двухактные балеты. В 1971 году театр удостоен премии Ленинского комсомола Казахстана.  В соотвестввии  с Концепцией развития театр  одним из основных  направлений деятельности театра  является сохранение и восстановления  репертуара театра  из золотого фонда и классического наследия постановок Булата Аюханова,  ежегодное увеличение и создание новых премьерных постановок в различных направлениях танца: национальный, неоклассический, современный,  детский и другие,  организация и проведение мероприятий по формированию имиджевой политики театра, создание BRAND book театра, выработки единой рекламной стратегии, создания фирменного стиля, формирование информационного поля, мониторинга целевой аудитории и многое другое.  Реализация  Концепции позволит Театру  стать более узнаваемым коллективом, увеличить зрительскую аудиторию, обеспечить общедоступность концертных мероприятий,  приглашать  для постановочных проектов ведущих зарубежных гостей в области музыкально-театрального искусства, как исполнителей, так и поставщиков по обмену опытом.       

## История
Предыдущие названия:
- 1967—1975 — «Молодой балет Алма-Аты»
- 1975—1998 — «Государственный ансамбль классического танца Казахской ССР».
- 1998—2003 — «Государственный академический ансамбль классического танца Республики Казахстан»
- С 2003 года — «Государственный академический театр танца Республики Казахстан»[1][2].

В период 1964—1967 годах Булат Аюханов вместе с балериной Инессой Манской выступает в организованном ими «Театре двух актёров». В 1967 году Аюханов основал ансамбль хореографических миниатюр «Молодой балет Алма-Аты», в репертуар которого вошла большая часть программ «Театра двух актёров». В этой труппе Аюханов был одновременно исполнителем, педагогом, руководителем, и даже концертмейстером занятий. Он позиционировал «Молодой балет Алма-Аты» как коллектив солистов, где нет традиционного для театра кордебалета и практически каждый артист имеет собственный сольный репертуар.
Ансамбль, состоящий из 35 артистов, многократно гастролировал по Европе и Азии, участвовал в фестивалях искусства «Русская зима» (Москва) и «Белые ночи» (Ленинград).

## Репертуар
В репертуаре ансамбля спектакли: «Кыз Жибек» (муз. Е. Г. Брусиловского), «Гамлет» (муз. А. П. Исаковой), «Болеро» (муз. М. Ж. Равеля), «Татьяна Ларина» (муз. П. И. Чайковского и М. Плетнёвой), «Сакская легенда» (муз. С. С. Прокофьева), «Торжество в Севилье» (муз. Ж. Бизе), «Караваи» (муз. Т. Кажгалиева), танец «Солнечный Казахстан» (на основе народной музыки). Поставлены: хореографическая версия «Первого фортепианного концерта» П. И. Чайковского, «Вальс» А. И. Хачатуряна, «Печальный вальс» Я. Сибелиуса. Подготовлены концертные номера: танцы, основанные на мелодиях (кюях) казахских народных композиторов Даулеткерея, Таттимбета, Сугира, вальсы «Фантазия» М. И. Глинки, «Фантастическая симфония» Г. Берлиоза, «Танец Анитры» Э. Грига. В 90-х гг. ансамблем были поставлены «Трагедия любви» но легенде «Козы Корпеш — Баян сулу» (муз. П. Чайковского), «Соломея» (муз. И. Лившица), «Эдит Пиаф — дух Франции», «Вариации на тему рококо», «Лебединое озеро» (муз. П. Чайковского) и др. спектакли.
В труппе ансамбля танцевали заслуженные артисты Казахстана — Н. Гончарова, Б. Ешмухамбетов, С. Тихонов (1957—2018), Р. Унгарова,  Г. Михалёва, Р. Мусин, Г. Гафурова, С. Кокшинова, мастера балета И. Рыбина, А. Тургинбаева и др.
Ансамбль выступал за рубежом: в Болгарии, Венгрии, Германии, Индии, Ираке, Италии, Канаде, Кубе, Марокко, Иордании, Польше, Сирии, Турции, Швеции и во Франции, Российской Федерации.